# دینگرفیلد (تگزاس)
دینگرفیلد، تگزاس(به انگلیسی: Daingerfield, Texas) شهری در ایالت تگزاس از ایالات جنوبی ایالات متحده آمریکا است. در سرشماری سال ۲۰۰۰، جمعیت این شهر ۲۵۱۷ نفر اعلام شد.